# Orkanen Gudrun

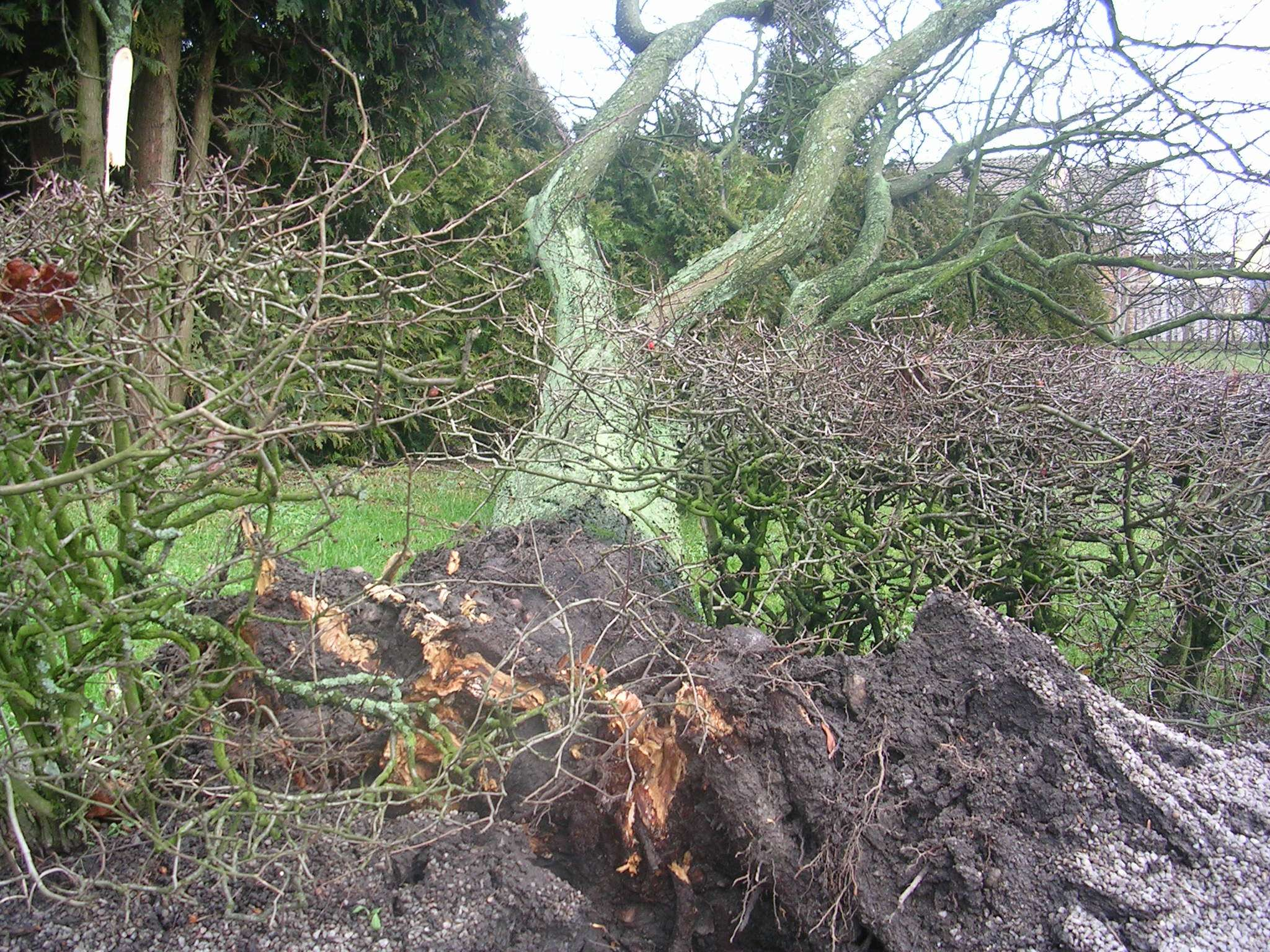
Fällt träd vid Onslunda kyrka.

Orkanen Gudrun (ibland kallad januaristormen i Europa 2005) var ett kraftigt lågtryck som den 8 till 9 januari 2005 drog in från Atlanten och drabbade en stor del av Nordeuropa. Det tyska meteorologiska institutet Deutscher Wetterdienst (DWD) namngav stormen till Erwin varför detta namn också används i internationell rapportering om händelsen. Stormen nådde uppmätt orkanstyrka på endast en plats i Sverige, nämligen på Hanö utanför västra Blekinge där en medelvindstyrka på 33 m/s uppmättes och vindbyar på 42 m/s. Vindbyar på 33 m/s uppmättes även i Smålands inland vid mätstationerna i Ljungby och i Växjö i Kronobergs län. Nio personer omkom i Sverige under stormnatten, och över 10 i uppröjningsarbetet.

## Förlopp
I Irland och Storbritannien gjorde ovädret så att fördämningar brast, vilket resulterade i att flera människor fick evakueras från sina översvämmade hem. Dessutom gick en färja på grund och flera lastbilar välte.
I Danmark drabbades först Jyllands västkust. Därefter drog stormen vidare över Danmark och nådde vid tvåtiden den svenska västkusten och Skåne, och lokalt nådde vinden orkanstyrka. Från både Danmark och Sverige rapporterades det om materiella skador, trafikolyckor och ett antal dödsfall.
I Sverige uppmanades allmänheten att hålla sig inomhus. Sturups och Kastrups flygplatser fick stängas, likaså Öresundsförbindelsen, Älvsborgsbron och Uddevallabron. En Elitserie-ishockeymatch mellan Malmö Redhawks och Frölunda HC fick avbrytas eftersom arenans (Malmö ishall) tak sattes i gungning. Drottning Silvia, som skulle ha deltagit i en minnesgudstjänst i Lunds domkyrka över offren för jordbävningen i Indiska oceanen 2004, tvingades åka tillbaka till Arlanda, då planet hon färdades med inte kunde landa på Sturup. I Göteborg ställdes all spårvagns- och busstrafik in från 21-tiden på kvällen. I Varberg blåste kanoter och andra mindre båtar upp i luften, och krossades mot marken ett femtiotal meter bort. Stadens strandpromenad totalförstördes. På Gotland rapporterades det vindbyar på 40 meter per sekund.
Natten mot den 9 januari var i Sverige 730 000 hushåll strömlösa. Ringhals och Barsebäcks kärnkraftverk fick stoppa produktionen på grund av flera ledningsbrott i kombination med att stora mängder salt kommit in från havet med vinden, så kallad saltstorm, och täckte ställverket vid Ringhals, vilket ökade risken för överslag. Tåg-, buss- och färjetrafik stod stilla i stora delar av Syd- och Västsverige. De starka vindarna i kombination med vattensjuk[källa behövs] mark gjorde att stora mängder träd blev fällda. Uppskattningsvis 75 miljoner kubikmeter skog stormfälldes i Götaland, vilket motsvarar en årsavverkning.
Efter att ha blåst över Gotland fortsatte ovädret över Östersjön och nådde Estland, södra Finland och Ryssland den 9 januari. I Helsingfors steg vattennivån upp till 146 centimeter över det normala. I Sankt Petersburg steg vattnet från floden Neva så högt att sex tunnelbanestationer stängdes. Lovisa, Pärnu, Tallinn och Åbo var andra städer som drabbades av ovädret. Hela Åbo hamn översvämmades och kärnkraftverket i Lovisa var också hotat av ovädret, men hotet minskade under dagen. Som högst var vattennivån 280 centimeter över det normala i Pärnu och en fjärdedel av stadens gator stod under vatten.

## Efter stormen

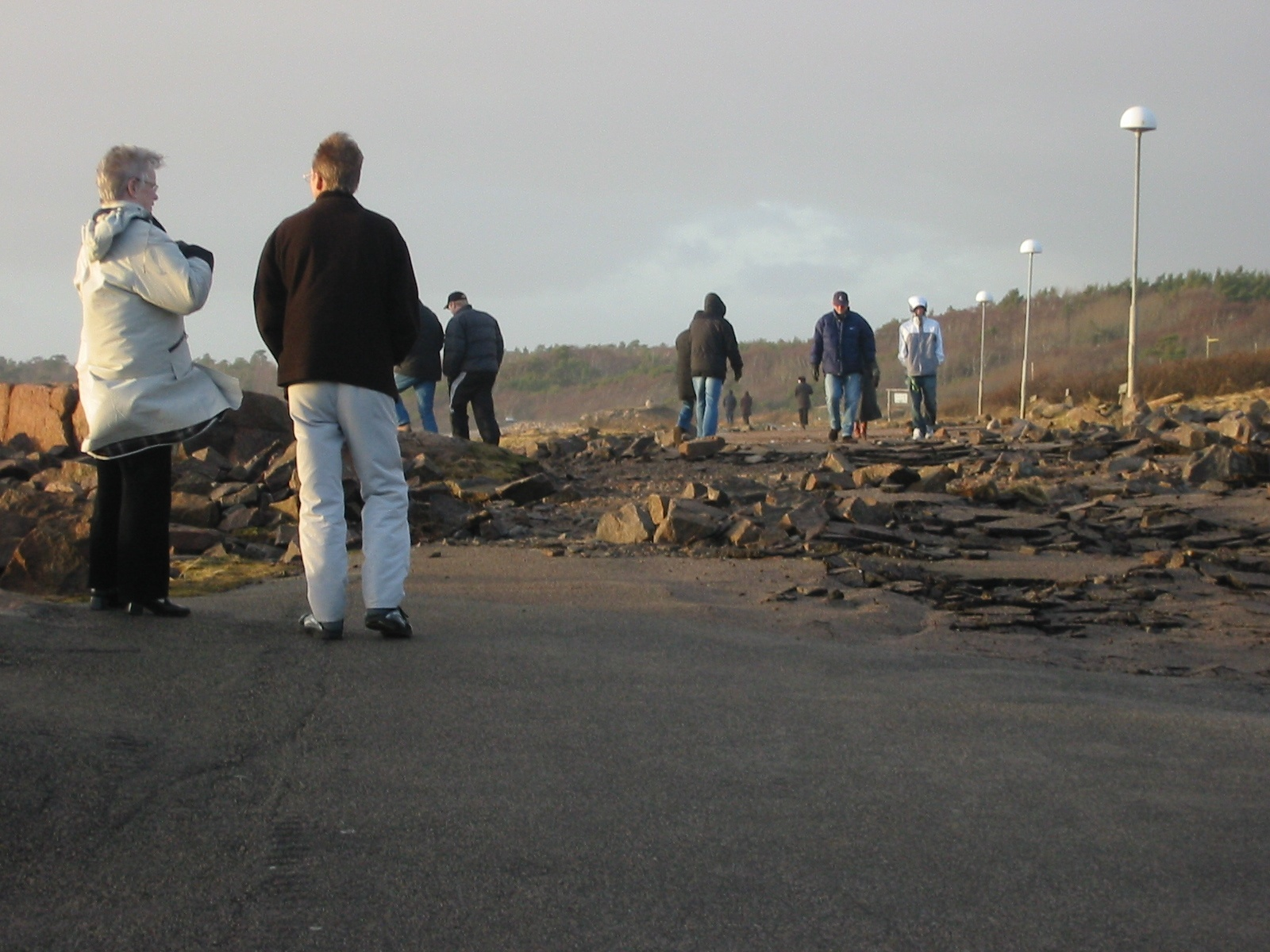
Vägskador i Halmstad 9 januari 2005.

Dagen efter var 415 000 abonnenter utan ström. Ännu fyra dygn efter stormen var 100 000 hushåll i Sverige strömlösa. En period av varmt väder följde efter stormen så hushållen klarade sig förhållandevis bra utan uppvärmning den första tiden. I Oskarshamn uppmättes till exempel den högsta januaritemperaturen någonsin där: 11,8 grader Celsius.
Det tog dock ytterligare tid innan de direkta följderna av stormen var åtgärdade. Två veckor efteråt var 25 000 hushåll utan elektrisk ström, tre veckor efteråt var fortfarande fler än 10 000 hushåll utan elektrisk ström. Eftersom värmen inte höll i sig under hela perioden så fick flera hem evakueras. Inkopplingen av elströmmen dröjde ytterligare sedan blötsnö fallit i början av februari och dragit ner de tillfälliga ledningarna. Först efter fyrtio dagar hade alla fastboende ström igen.[källa behövs]
Många hushåll blev utan telefon, ungefär lika många som de som blev utan elektrisk ström. Telefonledningar som blåste ner var inte det största problemet utan det var att även telesystemet var beroende av elström för att fungera. Följaktligen drabbades även mobiltelefonsystemen och lämnade stora områden helt utan telekommunikation.[källa behövs]
Tågtrafiken drabbades av strömavbrott, nedblåsta ledningar och träd som fallit över spåren. Det tog en månad innan trafiken var igång på alla järnvägar.[källa behövs]

### Mer stormvindar knappt en vecka senare
Natten mellan den 12 och 13 januari 2005 passerade ett till djupt lågtryck där SMHI dagen innan utfärdade stormvarning för det redan hårt drabbade Götaland efter stormen Gudrun. Nu var det tid för stormen Inga att härja med full storm och orkanbyar i områdena, som ett par dagar innan hade varit full orkan när den passerade Brittiska öarna.

## Stormens efterverkningar

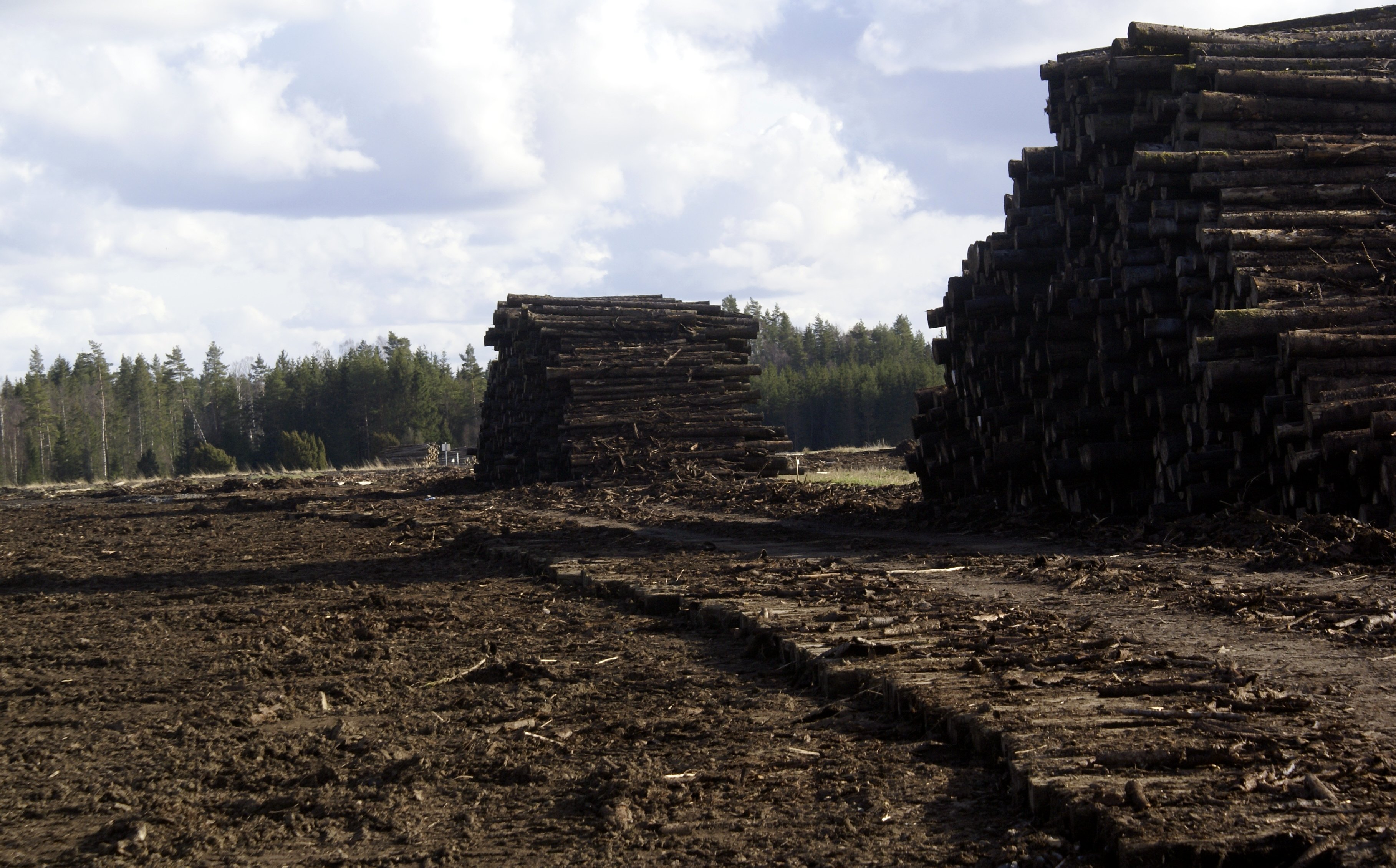
De sista timmerhögarna efter det stora upplag Södra Skogsägarna hade

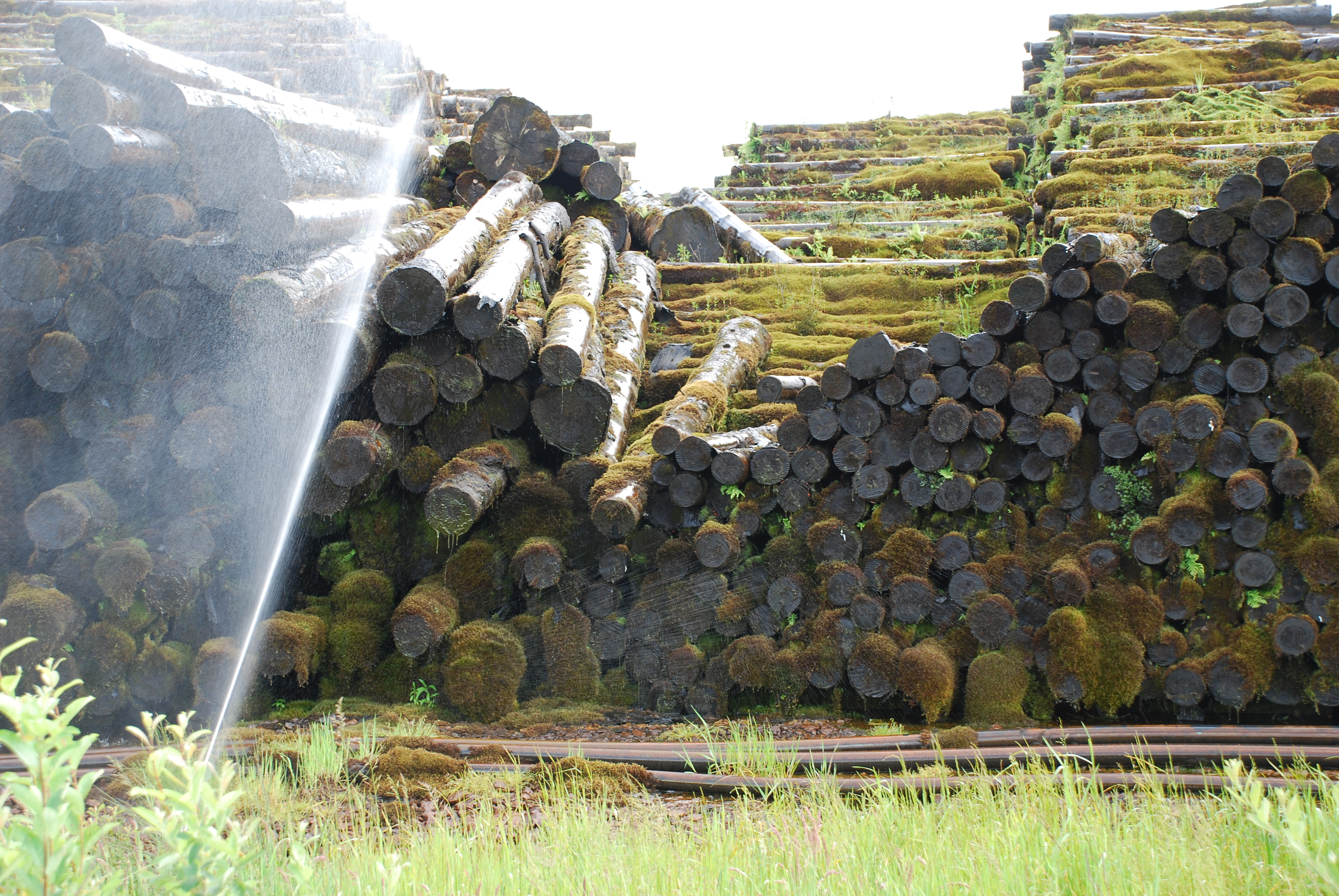
Det bevattnade timmerlagret vid Ströby (mellan Vislanda och Huseby) sommaren 2011

Stormen har framförallt haft stora följder för skogsbruket i Sydsverige. Hårdast drabbade var  Kronobergs, Jönköpings och Hallands län.
De stora arealerna med stormfälld skog påverkade miljön. Vattenkvalitén i de drabbade områdena försämras av att den större avrinningen lakar ut markerna. Allvarligast är utlakningen av metylkvicksilver, om än i små mängder så har den stor påverkan på djurlivet. Kvicksilvret har genom åren samlat sig i de övre jordlagren, som rivs upp vid röjningsarbetet. Speciella föreskrifter har getts ut för att minska urlakningen i känsliga områden.
De stora mängderna fälld skog utgjorde en stor brandfara. Om en skogsbrand startar är risken stor att den inte går att hejda. Om dessutom skogen är oframkomlig hindrar det brandkåren från att komma åt brandhärdarna. Skogsägarna förberedde sig därför sommaren 2005 tillsammans med andra organisationer genom att göra en unik kartläggning av vilka möjligheter som fanns att hjälpa Statens räddningsverk vid en eventuell skogsbrand. Statens räddningsverk placerade utrustning på strategiska ställen runt om i länen. Från statens sida stod man för att sätta in övervakning i form av brandflyg.
Timret i skogarna hotade även att dra till sig skadeinsekter såsom barkborrar. Det var därför sagt att markägarna var tvungna att ta ut timret ur skogarna senast den 31 juli 2006, vid hot om vite. Det är framförallt barrträdsvirke som angrips så detta virke rekommenderades att tas ut först. Hösten 2006 noterades omfattande granbarkborreangrepp i sydöstra Sverige: Kalmar län och norra Skåne. Ett tiotal skogsägare anmäldes för att inte ha följt lagen vad gäller kvarliggande virke.
Politiskt har stormen lett till en hel del förslag om ny lagstiftning; energibolagens ansvar föreslogs öka.
Krisberedskapen sattes på prov och framstod som god i förhållande till den då aktuella flodvågskatastrofen, som gett mer efterverkningar i myndigheternas agerande. Kommunförvaltning, länsstyrelse, räddningstjänst med flera myndigheter i de drabbade områdena begärde efteråt stöd från staten för de extraordinära utgifterna de drabbades av.

### Andra namngivna stormar som drabbat Sverige
| - Stormen Berit - Stormen Dagmar | - Stormen Egon - Stormen Hilde | - Stormen Ivar - Stormen Kyrill | - Stormen Lena - Stormen Per | - Stormen Sven - Stormen Tuva |